# Ellsworth (Minnesota)
Ellsworth é uma cidade localizada no estado americano de Minnesota, no Condado de Nobles.

## Demografia
Segundo o censo americano de 2000, a sua população era de 540 habitantes.
Em 2006, foi estimada uma população de 518, um decréscimo de 22 (-4.1%).

## Geografia
De acordo com o United States Census Bureau tem uma área de 1,7 km², dos quais 1,7 km² cobertos por terra e 0,0 km² cobertos por água.

## Localidades na vizinhança
O diagrama seguinte representa as localidades num raio de 20 km ao redor de Ellsworth.